# 森田三郎
森田 三郎（もりた さぶろう、1945年 - ）は、日本の民俗学者。甲南大学文学部社会学科名誉教授。

## 来歴
京都府出身。京都大学大学院博士課程修了後、長崎大学教養部助教授、甲南大学文学部社会学科教授を歴任。

## 著書

### 単著
- 『祭りの文化人類学』世界思想社、1990年

### 共著
- 『甲南大学の阪神大震災阪神大震災の記録』（藤本建夫との共著）神戸新聞総合出版センター、1996年
- 『再生の社会学』（編） 甲南大学阪神大震災調査委員会、 1997年　※阪神大震災の記録